# Entephria aurata
Entephria aurata là một loài bướm đêm trong họ Geometridae.